# Hedychium thaianum
Hedychium thaianum är en enhjärtbladig växtart som beskrevs av Mokkamul och Chayan Picheansoonthon. Hedychium thaianum ingår i släktet Hedychium och familjen Zingiberaceae. Inga underarter finns listade i Catalogue of Life.